# عبدالزهرا حریزاوی
عبدالزهرا حریزاوی (زاده ۱۳۳۲) سیاست‌مدار ایرانی است، که در دوره پنجم مجلس شورای اسلامی به‌عنوان نماینده حوزهٔ انتخابیهٔ آبادان، از استان خوزستان در مجلس شورای اسلامی حضور داشت.